# Winfield (Misuri)
Winfield es una ciudad ubicada en el condado de Lincoln en el estado estadounidense de Misuri. En el Censo de 2010 tenía una población de 1404 habitantes y una densidad poblacional de 845,69 personas por km².

## Geografía
Winfield se encuentra ubicada en las coordenadas 38°59′40″N 90°44′38″O / 38.99444, -90.74389. Según la Oficina del Censo de los Estados Unidos, Winfield tiene una superficie total de 1.66 km², de la cual 1.66 km² corresponden a tierra firme y (0%) 0 km² es agua.

## Demografía
Según el censo de 2010, había 1404 personas residiendo en Winfield. La densidad de población era de 845,69 hab./km². De los 1404 habitantes, Winfield estaba compuesto por el 97.01% blancos, el 0.43% eran afroamericanos, el 0% eran amerindios, el 0.28% eran asiáticos, el 0.07% eran isleños del Pacífico, el 0.93% eran de otras razas y el 1.28% pertenecían a dos o más razas. Del total de la población el 1.28% eran hispanos o latinos de cualquier raza.